# Augusta Xu-Holland

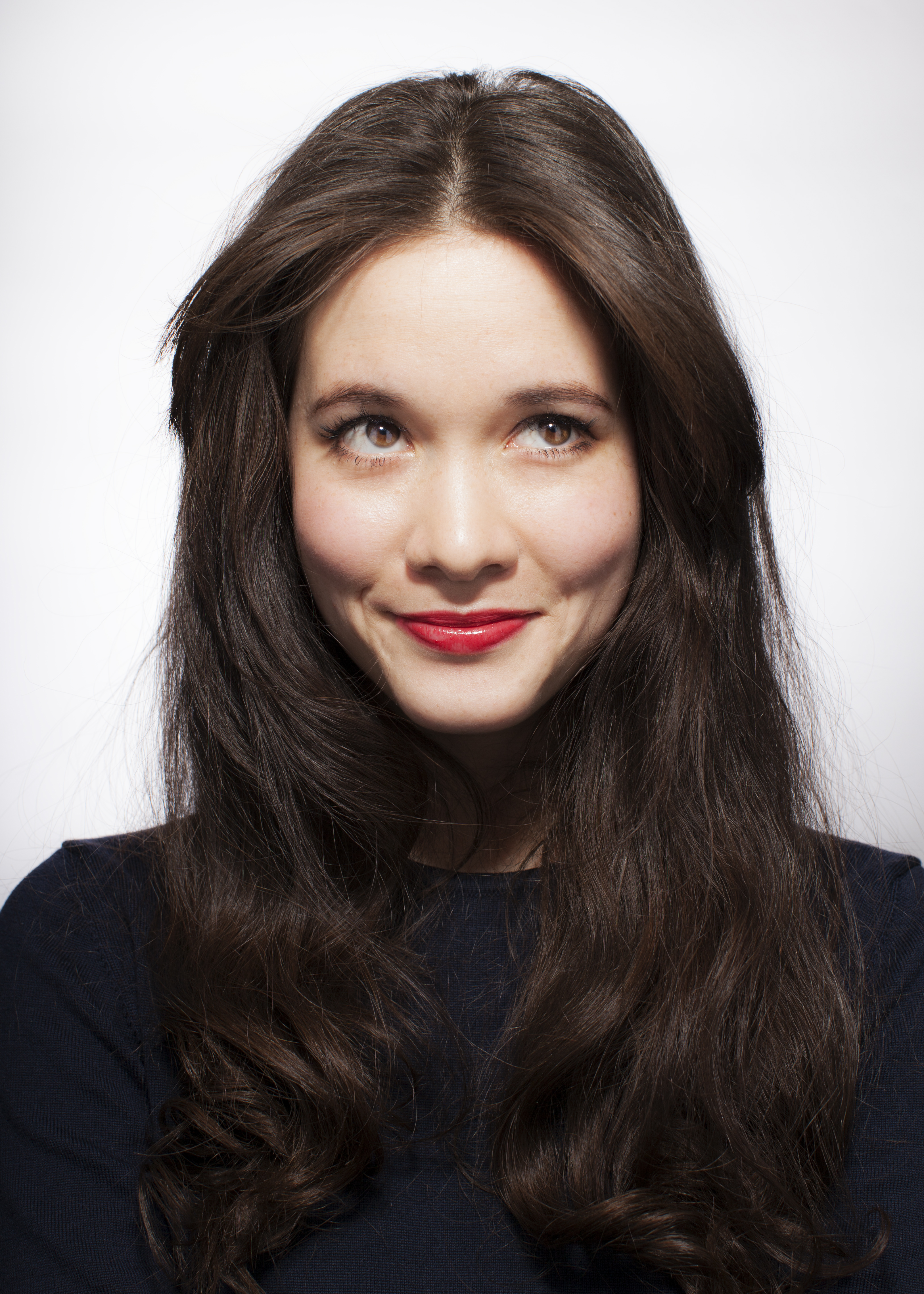
Augusta Xu-Holland (2015)

Augusta Xu-Holland (* 17. April 1991 in Auckland) ist eine neuseeländische Schauspielerin.

## Leben
Augusta Xu-Holland wurde als Tochter eines Chinesen und einer Neuseeländerin geboren. Sie wuchs in Wellington und am Bay of Plenty auf. Von 2009 bis 2013 absolvierte sie ein Bachelorstudium in Biologie und Asienwissenschaften an der Victoria University of Wellington. Nach ihrem Abschluss zog sie nach China, wo sie für Sunshine Kaidi, Chinas größten privaten Bioenergiekonzern, in der Öffentlichkeitsarbeit tätig war.
Ohne professionelles Schauspieltraining bewarb sich Xu-Holland 2015 für eine Rolle in dem Kriegsfilm Wings of Freedom – Auf den Schwingen der Freiheit. In dem von Stephen Shin und Michael Parker inszenierten Film spielte sie die Rolle der Catherine Standish an der Seite von Joseph Fiennes und Shawn Dou. Im Jahr 2020 war sie im weltweit zweiterfolgreichsten Kinofilm The 800 als Eva zu sehen.

## Filmografie
- 2016: Wings of Freedom – Auf den Schwingen der Freiheit (On Wings of Eagles)
- 2018: Te zhong shi ming (特种使命之绿色军团)
- 2020: The 800 (Bābǎi, 八佰)